# Reptilisocia paryphaea
Reptilisocia paryphaea is een vlinder in de onderfamilie Tortricinae van de familie bladrollers (Tortricidae). De wetenschappelijke naam is, als Spatalistis paryphaea, voor het eerst geldig gepubliceerd in 1907 door Edward Meyrick. Alexey Diakonoff duidde de soort in 1983 aan als typesoort van het nieuwe geslacht Reptilisocia.

## Type
- lectotype: "male"
- instituut: BMNH, Londen, Engeland.
- typelocatie: "India, Assam, Khasi Hills"